# Неманский район
Неманский район — административно-территориальная единица (административный район) в Калининградской области России. Ему в рамках организации местного самоуправления до 1 января 2022 года соответствовал Неманский городской округ, с 1 января 2022 года Неманский муниципальный округ.
Административный центр — город Неман.

## География
Район граничит на севере с Литвой (здесь находится автомобильный пункт пропуска), на западе с городом Советском и Славским районом, на востоке с Краснознаменским районом, на юге с Черняховским районом и на юго-востоке с Гусевским районом. Площадь района — 699 км² (11-й по площади район области.), в том числе площадь реки Неман — 14,5 км². Имеется сеть рек и озёр, среди крупных рек — Неман, Шешупе и Инструч. Около 5 % территории района составляют леса. Наиболее крупные лесные массивы с залежами торфа расположены на территории Жилинского сельского поселения, болота с незначительными залежами торфа, ныне не разрабатывающимися, находятся на территории Лунинского сельского поселения. Полезные ископаемые на территории района — торф, песок, глина, нефть. По территории района проходит автомобильная дорога федерального значения А216 Гвардейск—Неман и 29 областных дорог общего пользования, общая протяженность автомобильных дорог — 220 км. Также проходит железная дорога Черняховск—Советск.

## Население
| 1959    | 1970    | 1979    | 1989    | 2002    | 2007    | 2008    | 2009    | 2010    |
| ------- | ------- | ------- | ------- | ------- | ------- | ------- | ------- | ------- |
| 13 393  | ↘11 066 | ↘9866   | ↘8904   | ↗22 536 | ↘21 653 | ↗21 787 | ↘21 746 | ↘20 132 |
| 2011    | 2012    | 2013    | 2014    | 2015    | 2016    | 2017    | 2018    | 2019    |
| ↘20 102 | ↘20 057 | ↘20 021 | ↘19 884 | ↘19 699 | ↘19 306 | ↘19 075 | ↘18 839 | ↘18 629 |
| 2020    | 2021    | 2023    |         |         |         |         |         |         |
| ↘18 341 | ↘15 606 | ↘15 439 |         |         |         |         |         |         |

Национальный состав
По итогам переписи населения 2020 года проживали следующие национальности (национальности менее 0,1 % и другое, см. в сноске к строке «Другие»):
| Национальность | Численность, чел. | Доля     |
| -------------- | ----------------- | -------- |
| Русские        | 13 673            | 87,61 %  |
| Литовцы        | 493               | 3,16 %   |
| Белорусы       | 195               | 1,25 %   |
| Армяне         | 181               | 1,16 %   |
| Украинцы       | 157               | 1,01 %   |
| Езиды          | 62                | 0,40 %   |
| Немцы          | 61                | 0,39 %   |
| Татары         | 47                | 0,30 %   |
| Чеченцы        | 38                | 0,24 %   |
| Азербайджанцы  | 25                | 0,16 %   |
| Поляки         | 18                | 0,12 %   |
| Мордва         | 17                | 0,11 %   |
| Молдаване      | 16                | 0,10 %   |
| Другие         | 623               | 3,99 %   |
| Итого          | 15 606            | 100,00 % |

## История
Современный Неманский район (муниципальный округ) расположен на части территории двух исторических областей древней Пруссии: Надровии (южная часть округа, к югу от региональной трассы Забродино—Лунино—Жилино) и Скаловии (северная часть округа).
Район образован 7 апреля 1946 года как Рагнитский в составе Кёнигсбергской области. 7 сентября 1946 года переименован в Советский район Калининградской области. В 1958 году район переименован в Неманский.
В 2004 году муниципальный район был преобразован в городской округ.
В 2008 году городской округ был преобразован в муниципальный район.
В 2017 году муниципальный район снова был преобразован в городской округ.
В 2022 году городской округ был преобразован в муниципальный округ.

### Муниципальное устройство
Муниципальное образование «Неманский район» состояло из 1 городского и 2 сельских поселений:
| № | Городское и сельские поселения | Административный центр | Количество населённых пунктов | Население | Площадь, км2 |
| - | ------------------------------ | ---------------------- | ----------------------------- | --------- | ------------ |
| 1 | Неманское городское поселение  | город Неман            | 20                            | 14 468    |              |
| 2 | Жилинское сельское поселение   | посёлок Жилино         | 18                            | 2694      |              |
| 3 | Лунинское сельское поселение   | посёлок Лунино         | 12                            | 2144      |              |

Законом Калининградской области от 18 октября 2016 года № 4, 1 января 2017 года все муниципальные образования Неманского муниципального района были преобразованы, путём их объединения, в Неманский городской округ.

## Административное деление
В состав Неманского административного района в 2010—2019 гг. входили:
- 2 сельских округа
  - Жилинский,
  - Лунинский;
- 1 город районного значения
  - Неман

## Состав городского округа
| №  | Населённый пункт | Тип населённого пункта        | Население |
| -- | ---------------- | ----------------------------- | --------- |
| 1  | Акулово          | посёлок                       | ↘349      |
| 2  | Артёмовка        | посёлок                       | ↘100      |
| 3  | Барсуковка       | посёлок                       | ↗90       |
| 4  | Березовка        | посёлок                       | ↘29       |
| 5  | Бобры            | посёлок                       | ↘28       |
| 6  | Большое Село     | посёлок                       | ↘539      |
| 7  | Ватутино         | посёлок                       | ↘23       |
| 8  | Ветрово          | посёлок                       | ↘317      |
| 9  | Волочаево        | посёлок                       | ↘41       |
| 10 | Ганновка         | посёлок                       | ↘40       |
| 11 | Гарино           | посёлок                       | 71        |
| 12 | Говорово         | посёлок                       | ↘54       |
| 13 | Гривино          | посёлок                       | ↘84       |
| 14 | Грушевка         | посёлок                       | ↘8        |
| 15 | Гудково          | посёлок                       | ↘87       |
| 16 | Дубки            | посёлок                       | ↘412      |
| 17 | Дубравино        | посёлок                       | ↘9        |
| 18 | Думиничи         | посёлок                       | ↘27       |
| 19 | Жданки           | посёлок                       | ↘23       |
| 20 | Жилино           | посёлок                       | ↘931      |
| 21 | Забродино        | посёлок                       | ↘98       |
| 22 | Загорское        | посёлок                       | ↘46       |
| 23 | Зайцево          | посёлок                       | ↗35       |
| 24 | Игнатово         | посёлок                       | ↘24       |
| 25 | Искра            | посёлок                       | ↘152      |
| 26 | Канаш            | посёлок                       | ↘469      |
| 27 | Каштановка       | посёлок                       | →38       |
| 28 | Котельниково     | посёлок                       | ↘136      |
| 29 | Красное Село     | посёлок                       | ↘116      |
| 30 | Кустово          | посёлок                       | ↘49       |
| 31 | Лесное           | посёлок                       | ↘289      |
| 32 | Лукьяново        | посёлок                       | ↗29       |
| 33 | Лунино           | посёлок                       | ↘465      |
| 34 | Маломожайское    | посёлок                       | ↘557      |
| 35 | Мичуринский      | посёлок                       | ↘384      |
| 36 | Неман            | город, административный центр | ↘9216     |
| 37 | Новоколхозное    | посёлок                       | ↘567      |
| 38 | Обручево         | посёлок                       | ↘40       |
| 39 | Пелевино         | посёлок                       | ↘8        |
| 40 | Подгорное        | посёлок                       | ↘45       |
| 41 | Пушкино          | посёлок                       | ↘52       |
| 42 | Ракитино         | посёлок                       | ↘407      |
| 43 | Рудаково         | посёлок                       | ↘100      |
| 44 | Рядино           | посёлок                       | ↘14       |
| 45 | Становое         | посёлок                       | →3        |
| 46 | Тушино           | посёлок                       | →82       |
| 47 | Ульяново         | посёлок                       | ↘607      |
| 48 | Фадеево          | посёлок                       | ↘49       |
| 49 | Шепетовка        | посёлок                       | ↘182      |
| 50 | Шмелево          | посёлок                       | ↘29       |

## Экономика
В промышленном производстве района выделяются металлообработка и пищевая промышленность. Территория наиболее освоена для нужд сельского хозяйства.
Под пашней, сенокосами, пастбищами, плодовыми насаждениями находится 80 % земель. Сельскохозяйственные угодья, особенно пастбища, очень продуктивны, поэтому в районе развивается мясное животноводство.

## Образование
В Неманском районе действуют 5 средних общеобразовательных школ, в том числе, 3 на селе, а также 1 основная общеобразовательная школа в сельской местности.

## Туризм
Самое уникальное место в Неманском районе, это река Неман, в честь которой назван административный центр Неманского района — г. Неман.

Дом дружбы Немана

Гостиницы Немана
- «Неман Дом дружбы»

Гостиница расположена в тихой, экологически чистой части города Неман, около стадиона и имеет 14 двухместных номеров со всеми удобствами и отдельный пансион на 12 мест. В гостинице имеются бар, кафе, кухни самообслуживания, охраняемая автостоянка, спутниковое телевидение.
- «Кронус-Неман»

Гостиница расположена в центре города и имеет 48 одно-, двухместных номеров со всеми удобствами.
- «Хауз Жиллин — Haus Schillen»

Гостиница расположена в центре поселка Жилино и имеет 4 двухместных номера со всеми удобствами, сауну, пруд, парковку, кафе и бар.

## Достопримечательности

Памятник в Немане

- Руины замка «Рагнит» (1289—1409) в Немане
- Усадьба «Альтхоф—Рагнит» (1860) в посёлке Мичуринский (в руинах)
- Крестильная купель немецкой кирхи Гросс Ленкенау.
- Северная башня Бисмарка в Немане (руины).
- Храм Владимирской иконы Божьей Матери в Ульяново.
- Храм Новомучеников и Исповедников Российских в Немане, официальный сайт: http://templeneman.ru/
- Кирхи в Немане (перестроена под муниципальные нужды), Ульяново (руины), Маломожайское (руины), Жилино (руины), Новоколхозное (передана под православный храм).
- Памятники павшим советским воинам в Немане, Лунино, Ульяново, Маломожайское, Жилино.
- Историко-краеведческий музей в Ульяново.
- Здание железнодорожной станции в Жилино[36].
- Памятники солдатам, погибшим в Первую мировую войну (1914—1918) в городе Неман, посёлках Лесное, Лунино, Жилино, Маломожайское, Ульяново[37].